# Geodia anceps
Geodia anceps är en svampdjursart som först beskrevs av Vosmaer 1894.  Geodia anceps ingår i släktet Geodia och familjen Geodiidae. Inga underarter finns listade i Catalogue of Life.